# Grand Prix automobile de Monaco 1996
GP précédent GP suivant
Le Grand Prix automobile de Monaco 1996 (Grand Prix de Monaco), disputé le 19 mai 1996 sur le circuit de Monaco, est la 587e épreuve du championnat du monde de Formule 1 courue depuis 1950. Il s'agit de la 54e édition du Grand Prix de Monaco, la 43e comptant pour le championnat du monde de Formule 1 et la sixième manche du championnat 1996.

## Qualifications

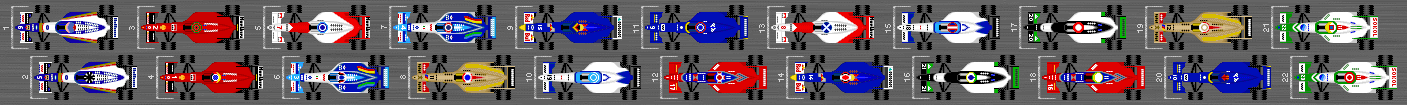
La grille de qualification du Grand Prix de Monaco 1996.

| Pos. | No | Pilote                | Écurie             | Temps          | Écart     |
| ---- | -- | --------------------- | ------------------ | -------------- | --------- |
| 1    | 1  | Michael Schumacher    | Ferrari            | 1 min 20 s 356 |           |
| 2    | 5  | Damon Hill            | Williams-Renault   | 1 min 20 s 866 | + 0 s 510 |
| 3    | 3  | Jean Alesi            | Benetton-Renault   | 1 min 20 s 918 | + 0 s 562 |
| 4    | 4  | Gerhard Berger        | Benetton-Renault   | 1 min 21 s 067 | + 0 s 711 |
| 5    | 8  | David Coulthard       | McLaren-Mercedes   | 1 min 21 s 460 | + 1 s 104 |
| 6    | 11 | Rubens Barrichello    | Jordan-Peugeot     | 1 min 21 s 504 | + 1 s 148 |
| 7    | 2  | Eddie Irvine          | Ferrari            | 1 min 21 s 542 | + 1 s 186 |
| 8    | 7  | Mika Häkkinen         | McLaren-Mercedes   | 1 min 21 s 688 | + 1 s 332 |
| 9    | 15 | Heinz-Harald Frentzen | Sauber-Ford        | 1 min 21 s 929 | + 1 s 573 |
| 10   | 6  | Jacques Villeneuve    | Williams-Renault   | 1 min 21 s 963 | + 1 s 607 |
| 11   | 19 | Mika Salo             | Tyrrell-Yamaha     | 1 min 22 s 235 | + 1 s 879 |
| 12   | 17 | Jos Verstappen        | Arrows-Hart        | 1 min 22 s 327 | + 1 s 971 |
| 13   | 14 | Johnny Herbert        | Sauber-Ford        | 1 min 22 s 346 | + 1 s 990 |
| 14   | 9  | Olivier Panis         | Ligier-Mugen-Honda | 1 min 22 s 358 | + 2 s 002 |
| 15   | 18 | Ukyo Katayama         | Tyrrell-Yamaha     | 1 min 22 s 460 | + 2 s 104 |
| 16   | 12 | Martin Brundle        | Jordan-Peugeot     | 1 min 22 s 519 | + 2 s 163 |
| 17   | 10 | Pedro Diniz           | Ligier-Mugen-Honda | 1 min 22 s 682 | + 2 s 326 |
| 18   | 21 | Giancarlo Fisichella  | Minardi-Ford       | 1 min 22 s 684 | + 2 s 328 |
| 19   | 20 | Pedro Lamy            | Minardi-Ford       | 1 min 23 s 350 | + 2 s 994 |
| 20   | 16 | Ricardo Rosset        | Arrows-Hart        | 1 min 24 s 976 | + 4 s 620 |
| 21   | 22 | Luca Badoer           | Forti-Ford         | 1 min 25 s 059 | + 4 s 703 |
| 22   | 23 | Andrea Montermini     | Forti-Ford         | 1 min 25 s 393 | + 5 s 037 |

## Course

### Déroulement de l'épreuve

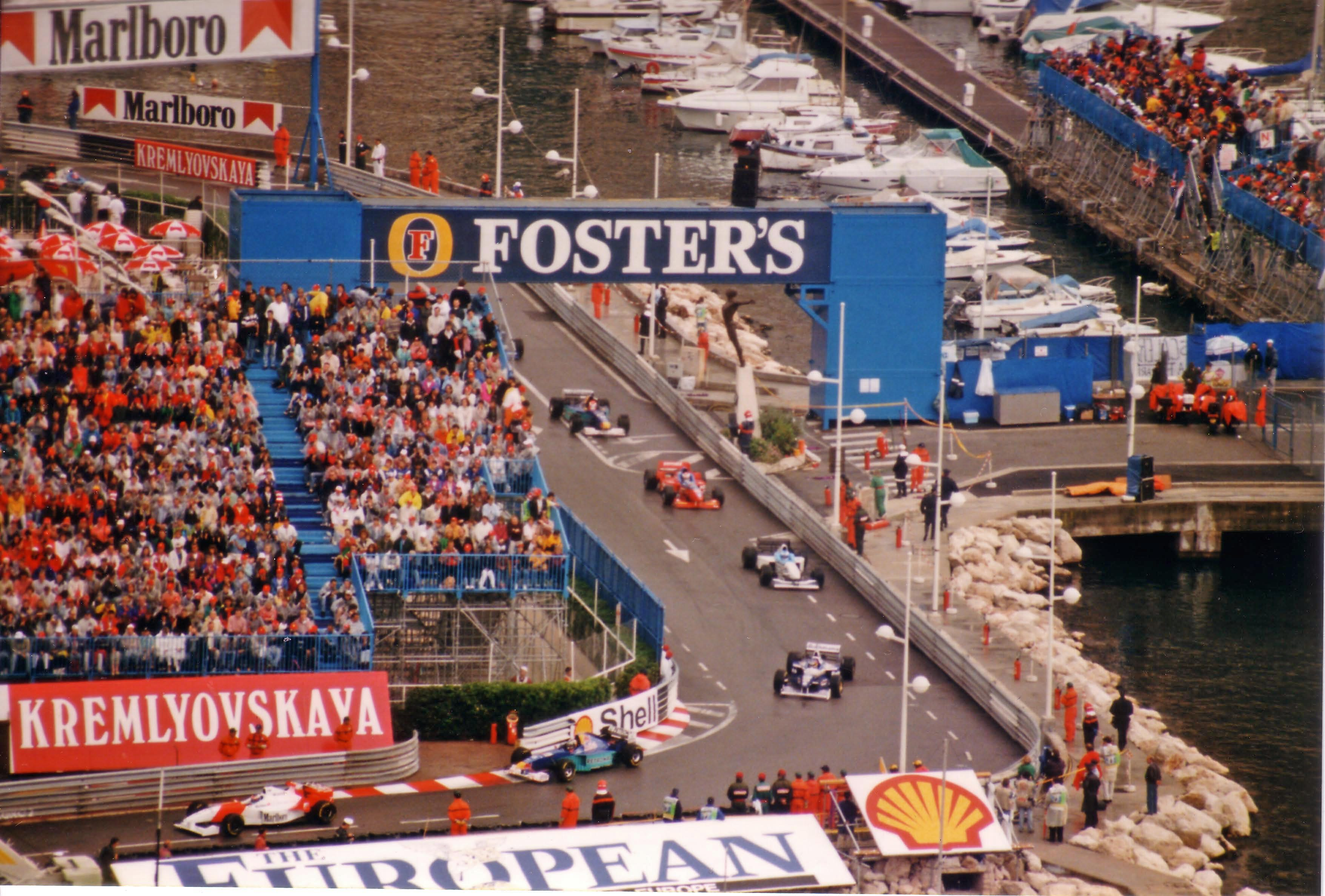
Vue aérienne du Grand Prix en 1996.

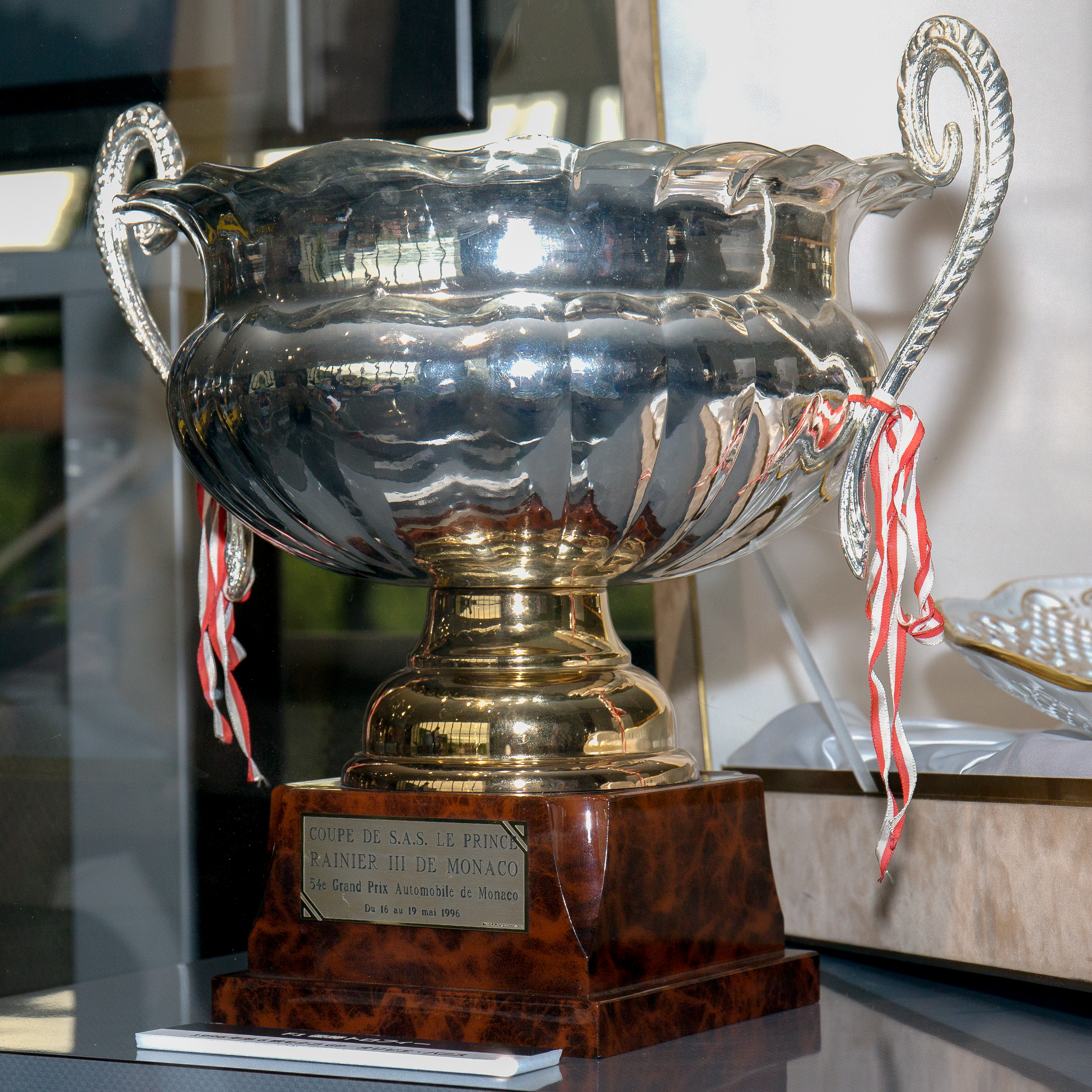
Le trophée du Grand Prix de Monaco 1996.

Sur une piste humide mais s'asséchant, un grand nombre de pilotes part à la faute, tandis que les leaders successifs abandonnent les uns après les autres. Le poleman Michael Schumacher part à la faute dès le premier tour puis Damon Hill, longtemps leader, est trahi par une casse moteur. Jean Alesi, qui croit atteindre sa deuxième victoire en Grand Prix, est stoppé par une rupture de suspension. Finalement, Olivier Panis gagne son unique Grand Prix.
Ce Grand Prix de Formule 1 se distingue par le fait que seules trois monoplaces franchissent le drapeau à damiers, battant le record du Grand Prix de Monaco 1966 que seuls 4 pilotes avaient terminé. L'édition de 1966 conserve le record du peu de pilotes classés, car en 1996 7 pilotes le sont (tout participant ayant fini les tours représentant 90 % de ceux du vainqueur est classé, qu'il finisse la course ou non).
De plus, la course n'a pas été terminée selon le nombre de tours prévus, mais en terminant le tour du leader 2 heures après le départ. Cette situation se produit régulièrement depuis l'introduction de la règle des deux heures, en cas de pluie à Monaco.
David Coulthard, dont les visières de casque trop fumées étaient inadaptées à la luminosité lors de l'épreuve, a pris part au Grand Prix avec un des casques de Michael Schumacher, les sponsors de l'Allemand étant caviardés.

### Classement de la course
| Pos. | No | Pilote                | Écurie             | Tours | Temps/Abandon                      | Grille | Points |
| ---- | -- | --------------------- | ------------------ | ----- | ---------------------------------- | ------ | ------ |
| 1    | 9  | Olivier Panis         | Ligier-Mugen-Honda | 75    | 2 h 00 min 45 s 629 (124,014 km/h) | 14     | 10     |
| 2    | 8  | David Coulthard       | McLaren-Mercedes   | 75    | + 4 s 828                          | 5      | 6      |
| 3    | 14 | Johnny Herbert        | Sauber-Ford        | 75    | + 37 s 503                         | 13     | 4      |
| 4    | 15 | Heinz-Harald Frentzen | Sauber-Ford        | 74    | Retrait volontaire                 | 9      | 3      |
| 5    | 19 | Mika Salo             | Tyrrell-Yamaha     | 70    | Collision                          | 11     | 2      |
| 6    | 7  | Mika Häkkinen         | McLaren-Mercedes   | 70    | Collision                          | 8      | 1      |
| 7    | 2  | Eddie Irvine          | Ferrari            | 68    | Collision                          | 7      |        |
| Abd. | 6  | Jacques Villeneuve    | Williams-Renault   | 66    | Collision                          | 10     |        |
| Abd. | 3  | Jean Alesi            | Benetton-Renault   | 60    | Suspension                         | 3      |        |
| Abd. | 22 | Luca Badoer           | Forti-Ford         | 60    | Collision                          | 21     |        |
| Abd. | 5  | Damon Hill            | Williams-Renault   | 40    | Moteur                             | 2      |        |
| Abd. | 12 | Martin Brundle        | Jordan-Peugeot     | 30    | Accident                           | 16     |        |
| Abd. | 4  | Gerhard Berger        | Benetton-Renault   | 9     | Boîte de vitesses                  | 4      |        |
| Abd. | 10 | Pedro Diniz           | Ligier-Mugen-Honda | 5     | Transmission                       | 17     |        |
| Abd. | 16 | Ricardo Rosset        | Arrows-Hart        | 3     | Sortie de piste                    | 20     |        |
| Abd. | 18 | Ukyo Katayama         | Tyrrell-Yamaha     | 2     | Accélérateur                       | 15     |        |
| Abd. | 1  | Michael Schumacher    | Ferrari            | 0     | Accident                           | 1      |        |
| Abd. | 11 | Rubens Barrichello    | Jordan-Peugeot     | 0     | Accident                           | 6      |        |
| Abd. | 17 | Jos Verstappen        | Arrows-Hart        | 0     | Sortie de piste                    | 12     |        |
| Abd. | 20 | Pedro Lamy            | Minardi-Ford       | 0     | Collision                          | 19     |        |
| Abd. | 21 | Giancarlo Fisichella  | Minardi-Ford       | 0     | Collision                          | 18     |        |
| Np.  | 23 | Andrea Montermini     | Forti-Ford         |       | Accident au warm up                | 22     |        |

## Pole position et record du tour
- Pole position : Michael Schumacher en 1 min 20 s 356 (vitesse moyenne : 149,097 km/h).
- Meilleur tour en course : Jean Alesi en 1 min 25 s 205 au 59e tour (vitesse moyenne : 140,611 km/h).

## Tours en tête
- Damon Hill : 38 (1-27 / 30-40)
- Jean Alesi : 21 (28-29 / 41-59)
- Olivier Panis : 16 (60-75)

## Statistiques
- Unique victoire pour Olivier Panis.
- 1re victoire pour Mugen-Honda en tant que motoriste.
- 9e et dernière victoire pour Ligier en tant que constructeur.